# Takahito Mura
Takahito Mura (japonês: 無良 崇人, Hepburn: Mura Takahito, Matsudo, Chiba, 11 de fevereiro de 1991) é um ex-patinador artístico japonês. Mura se retirou das competições em 16 de março de 2018.

## Programas
| Evento/Temporada | Programa curto                                                              | Patinação livre                                                                          | Exibição                                 | Ref.  |
| ---------------- | --------------------------------------------------------------------------- | ---------------------------------------------------------------------------------------- | ---------------------------------------- | ----- |
| 2013–2014        | - Minnie the Moocher de Cab Calloway - Jumpin' Jack de Big Bad Voodoo Daddy | - Shogun - Spartacus de Joseph LoDuca                                                    | - Love Never Dies de Andrew Lloyd Webber | [ 3 ] |
| 2012–2013        | - Malagueña de Ernesto Lecuona                                              | - Shogun                                                                                 | - Talking to the Moon de Bruno Mars      | [ 4 ] |
| 2011–2012        | - Red Violin (Concierto de Aranjuez) de Ikuko Kawai                         | - Primavera Porteña de Ástor Piazzolla                                                   | - Neutron Star Collision de Muse         |       |
| 2010–2011        | - La Califfa de Ennio Morricone                                             | - Slow Dancing in the Big City                                                           |                                          |       |
| 2009–2010        | - Für Elise de Ludwig van Beethoven performance de Josh Vietti              | - Gettysburg de Randy Edelman                                                            |                                          |       |
| 2008–2009        | - The Feeling Begins de Peter Gabriel                                       | - Kojiki de Kitaro                                                                       |                                          |       |
| 2007–2008        | - Art on Ice de Edvin Marton                                                | - Violin Concerto de Pyotr Ilyich Tchaikovsky - Emperor Concerto de Ludwig van Beethoven | - Mas Que Nada de Sérgio Mendes          |       |
| 2006–2007        | - Art on Ice de Edvin Marton                                                | - KA de René Dupéré                                                                      |                                          |       |
| 2005–2006        | - Sabre Dance de Aram Khachaturian                                          | - Violin Concerto                                                                        |                                          |       |

## Principais resultados
| Resultados | Resultados      | Resultados       | Resultados       | Resultados        | Resultados        | Resultados        | Resultados      | Resultados       | Resultados      | Resultados        | Resultados       | Resultados        | Resultados        | Resultados        | Resultados        |
| Internacional | Internacional   | Internacional    | Internacional    | Internacional     | Internacional     | Internacional     | Internacional   | Internacional    | Internacional   | Internacional     | Internacional    | Internacional     | Internacional     | Internacional     | Internacional     |
| Evento/Temporada | 2003– 2004      | 2004– 2005       | 2005– 2006       | 2006– 2007        | 2007– 2008        | 2008– 2009        | 2009– 2010      | 2010– 2011       | 2011– 2012      | 2012– 2013        | 2013– 2014       | 2014– 2015        | 2015– 2016        | 2016– 2017        | 2017– 2018        |
| --- | --------------- | ---------------- | ---------------- | ----------------- | ----------------- | ----------------- | --------------- | ---------------- | --------------- | ----------------- | ---------------- | ----------------- | ----------------- | ----------------- | ----------------- |
| Campeonato Mundial |                 |                  |                  |                   |                   | 15.º              |                 |                  |                 | 8.º               |                  | 16.º              |                   |                   |                   |
| Campeonato dos Quatro Continentes |                 |                  |                  |                   |                   |                   |                 |                  | 5.º             | 8.º               | Medalha de ouro  | 7.º               | 5.º               |                   | 12.º              |
| GP NHK Trophy |                 |                  |                  |                   |                   | 5.º               |                 | 6.º              |                 |                   | 6.º              | Medalha de bronze | Medalha de bronze |                   |                   |
| GP Skate America |                 |                  |                  |                   |                   |                   |                 |                  |                 |                   |                  |                   | 10.º              |                   | 7.º               |
| GP Skate Canada International |                 |                  |                  |                   |                   |                   |                 |                  |                 | 8.º               | 10.º             | Medalha de ouro   |                   | 8.º               | 12.º              |
| GP Trophée de France |                 |                  |                  |                   |                   |                   |                 |                  |                 | Medalha de ouro   |                  |                   |                   | 5.º               |                   |
| CS Lombardia Trophy |                 |                  |                  |                   |                   |                   |                 |                  |                 |                   |                  | Medalha de prata  |                   |                   |                   |
| CS Ondrej Nepela Trophy |                 |                  |                  |                   |                   |                   |                 |                  |                 |                   | Medalha de prata |                   | WD                |                   |                   |
| CS U.S. International Classic |                 |                  |                  |                   |                   |                   |                 |                  |                 |                   |                  |                   |                   | Medalha de prata  | 7.º               |
| Coupe du Printemps |                 |                  |                  |                   |                   |                   |                 |                  |                 |                   |                  |                   | Medalha de bronze |                   |                   |
| Finlandia Trophy |                 |                  |                  |                   |                   | Medalha de ouro   |                 |                  | Medalha de ouro |                   |                  |                   |                   |                   |                   |
| Merano Cup |                 |                  |                  |                   |                   |                   |                 | Medalha de ouro  |                 |                   |                  |                   |                   |                   |                   |
| NRW Trophy |                 |                  |                  |                   |                   |                   |                 |                  | 4.º             |                   |                  |                   |                   |                   |                   |
| Triglav Trophy |                 |                  |                  |                   |                   |                   | Medalha de ouro |                  |                 |                   |                  |                   |                   |                   |                   |
| Jogos Asiáticos de Inverno |                 |                  |                  |                   |                   |                   |                 | Medalha de prata |                 |                   |                  |                   |                   | 4.º               |                   |
| Internacional – Júnior |                 |                  |                  |                   |                   |                   |                 |                  |                 |                   |                  |                   |                   |                   |                   |
| Campeonato Mundial Júnior |                 |                  | 5.º              | 8.º               | 19.º              |                   |                 |                  |                 |                   |                  |                   |                   |                   |                   |
| JGP Grand Prix Júnior Final |                 |                  |                  | 4.º               |                   |                   |                 |                  |                 |                   |                  |                   |                   |                   |                   |
| JGP JGP Alemanha |                 |                  |                  |                   | Medalha de bronze |                   |                 |                  |                 |                   |                  |                   |                   |                   |                   |
| JGP JGP Eslováquia |                 |                  | 5.º              |                   |                   |                   |                 |                  |                 |                   |                  |                   |                   |                   |                   |
| JGP JGP Hungria |                 |                  |                  | Medalha de prata  |                   |                   |                 |                  |                 |                   |                  |                   |                   |                   |                   |
| JGP JGP Polônia |                 |                  | 8.º              |                   |                   |                   |                 |                  |                 |                   |                  |                   |                   |                   |                   |
| JGP JGP Romênia |                 |                  |                  |                   | Medalha de bronze |                   |                 |                  |                 |                   |                  |                   |                   |                   |                   |
| JGP JGP Taipé Chinesa |                 |                  |                  | Medalha de bronze |                   |                   |                 |                  |                 |                   |                  |                   |                   |                   |                   |
| Internacional – Noviço |                 |                  |                  |                   |                   |                   |                 |                  |                 |                   |                  |                   |                   |                   |                   |
| Cup Helena Pajović | Medalha de ouro |                  |                  |                   |                   |                   |                 |                  |                 |                   |                  |                   |                   |                   |                   |
| Mladost Trophy | Medalha de ouro | Medalha de prata |                  |                   |                   |                   |                 |                  |                 |                   |                  |                   |                   |                   |                   |
| Nacional |                 |                  |                  |                   |                   |                   |                 |                  |                 |                   |                  |                   |                   |                   |                   |
| Campeonato Japonês |                 |                  |                  | 8.º               | 5.º               | Medalha de bronze | 10.º            | 5.º              | 5.º             | Medalha de bronze | 6.º              | 5.º               | Medalha de bronze | Medalha de bronze | Medalha de bronze |
| Campeonato Japonês – Júnior | 13.º            | 12.º             | Medalha de prata | Medalha de prata  | Medalha de ouro   |                   |                 |                  |                 |                   |                  |                   |                   |                   |                   |
| Equipes |                 |                  |                  |                   |                   |                   |                 |                  |                 |                   |                  |                   |                   |                   |                   |
| Troféu Mundial por Equipes |                 |                  |                  |                   |                   |                   |                 |                  |                 | 3T/5P             |                  | 3T/4P             |                   |                   |                   |
| |                 |                  |                  |                   |                   |                   |                 |                  |                 |                   |                  |                   |                   |                   |                   |
| Legenda: GP = Grand Prix; CS = Challenger Series ; JGP = Grand Prix Júnior; T = Posição da equipe; P = Posição individual; Competição não foi disputada nesta temporada |                 |                  |                  |                   |                   |                   |                 |                  |                 |                   |                  |                   |                   |                   |                   |